# Malacosporea
Hlístečky (Malacosporea) jsou třídou patřící do podkmene výtrusenek (Myxozoa) a zahrnují pouze tři druhy, zatímco další třída výtrusenek Myxosporea obsahuje asi 2000 druhů.

## Popis
Hlístečky jsou parazité ryb a sladkovodních mechovců.
Tetracapsuloides bryosalmonae je jediný zástupce třídy, jehož životní cyklus je dobře prostudován. Tento parazit způsobuje zhoubnou nákazu ledvin u lososovitých ryb. Jsou známa dvě stádia životního cyklu tohoto parazita. Jedno z nich je váčkovité, parazitující v mechovce, přičemž posléze uvolňuje spory a infikuje ryby. Během druhé fáze způsobuje zhoubnou chorobu ledvin u ryb (Proliferative Kidney Disease – PKD), přičemž poté opět uvolňuje spory infikující mechovky.
Tetracapsuloides bryosalmonae parazituje na mechovce útlé (Fredericella sultana) a mechovce plazivé (Plumatella repens).
Buddenbrockia allmani parazituje na mechovce křišťálové (Lophopus crystallinus).
Buddenbrockia plumatellae parazituje na mechovce houbovité (Plumatella fungosa), mechovce plazivé (Plumatella repens) a mechovce tečkované (Hyalinella punctata).

## Klasifikace
- rod Buddenbrockia Schröder, 1910
  - Buddenbrockia allmani Canning, Curry, Hill & Okamura, 2007
  - Buddenbrockia plumatellae Schröder, 1910
- rod Tetracapsuloides Canning, Tops, Curry, Wood & Okamura, 2002
  - Tetracapsuloides bryosalmonae (Canning, Curry, Feist, Longshaw & Okamura, 1999)